# Tutanota
Tutanota è un software open source e libero di posta elettronica che offre una webmail crittografata, viene sviluppato e fornito da un'azienda tedesca, la Tutanota GmbH, dal 2011.
Il nome Tutanota deriva delle parole latine tuta nota che significano «messaggio sicuro».

## Storia
Tutanota GmbH è uno dei pochi fornitori di posta elettronica cifrata. L'azienda è stata fondata nel 2011 ad Hannover, in Germania, dove si trova la sede legale. I fondatori Arne Möhle e Matthias Pfau sostengono di aver sviluppato Tutanota per difendere la riservatezza online. Quando Edward Snowden ha rivelato nel 2013 i programmi di sorveglianza di massa della NSA, come XKeyscore, la loro visione è diventata ancora più diffusa.
Tutanota impiega attualmente quattordici persone. Nel 2014, il software è diventato totalmente open source e può venire controllato da persone esterne. Ci sono state 123 pubblicazioni finora e dodici persone hanno contribuito al progetto. L'applicazione web e l'applicazione mobile sono entrambe open source.
Chiunque può verificare la sua sicurezza su GitHub.
A marzo 2017, Tutanota aveva più di 2 milioni di utenti iscritti mentre a giugno del 2023 ne ha dichiarati 10 milioni. Fin dall'inizio il modello economico di Tutanota ha escluso di guadagnare denaro attraverso la pubblicità. Il finanziamento dell'impresa si basa su donazioni ed abbonamenti denominati Premium e Teams.

### Nuova denominazione
Tutanota ha cambiato nome in Tuta a novembre del 2023, con un dominio di quattro lettere breve e facile da scrivere: tuta.com.

## Cifratura
Tutanota offre una cifratura end-to-end dei messaggi di posta elettronica inviati da un account Tutanota ad un altro. Tutanota cifra anche tutti i contatti. Inizialmente il programma era collegato ad Outlook ed un'e-mail poteva essere crittografata con la semplice pressione di un pulsante. Se il destinatario non disponeva del software appropriato, riceveva una password ed un collegamento tramite SMS per decrittografarlo.
Oggigiorno, per i destinatari esterni che non usano Tutanota, viene inviato un collegamento ipertestuale verso un account Tutanota temporaneo. Dopo aver inserito una password precedentemente scambiata, il destinatario può leggere il messaggio e rispondere in modo crittografato.

## Proprietà
Se si dimenticano o si perdono le password di accesso della casella di posta ed in caso di invalidità delle stesse per imprevisti (errore umano o tecnico), si possono ripristinare entrambe con un codice personale di recupero da annotare in fase di creazione di un nuovo account e per non perderne l'accesso.
Reimpostando l'account, i messaggi di posta elettronica esistenti e conservati in casella (sia inviati che ricevuti e con i relativi allegati) ritornano leggibili riaccedendo le volte successive.

## Cancellazione dell'account
Tutanota elimina gli account gratuiti a cui non è stato effettuato l'accesso da 6 mesi.

## Tipi di account
Tutanota propone account gratuiti e a pagamento. Gli utenti con un account gratuito hanno a disposizione 1 GB di spazio per la loro posta elettronica mentre alcuni utenti con un account a pagamento possono ad esempio usare i propri domini Internet con Tutanota.

### Rimodulazioni
Purtroppo a febbraio 2021 rimuove senza preavviso due funzionalità dall'abbonamento denominato Premium: l'invio di inviti sul calendario e l'aggiunta di più domini. Una settimana dopo le ripristina fino alla scadenza solo a coloro che, prima della rimodulazione, le avevano attive.

## Funzionalità
Questo è un elenco dinamico e potrebbe non essere mai in grado di soddisfare particolari standard di completezza. Puoi aiutarci espandendolo con le fonti affidabili.

### Autenticazione a due fattori
Supporta U2F (secondo fattore con un token hardware, per il quale è necessario acquistare a parte una qualsiasi chiave che supporti lo standard, come una Nitrokey o YubiKey) e TOTP (secondo fattore con un'app di autenticazione come Google Authenticator o Authy) mentre non supporta il secondo fattore via messaggio di testo.

### Browsers supportati
Attualmente Tutanota supporta i seguenti browsers anche se alcuni di essi potrebbero risultare ormai obsoleti:
- BlackBerry 10;
- Google Chrome (desktop, Android);
- Internet Explorer a partire dalla versione 10 (desktop);
- Microsoft Edge;
- Mozilla Firefox (desktop);
- Opera (desktop, Android);
- Safari a partire dalla versione 6.1 (desktop, iOS);
- Tor (The Onion Router)[34].

### Calendar
È un sistema di calendari groupware con crittografia end-to-end concepito da Tutanota e parte integrante del client email (servizio gratuito).

### Integrazione dei contatti
Con questo aggiornamento, dal 2024 si possono utilizzare i contatti crittografati, sincronizzati con i dispositivi mobili, come rubrica principale.

### Lingue disponibili
Tutanota è disponibile in circa 30 lingue, incluso l'italiano. Viene tradotto tramite un progetto open source ed usufruendo di Phraseapp, uno strumento progettato per la traduzione di software da una startup ad Amburgo. Le altre lingue disponibili sono: arabo, bulgaro, catalano, ceco, cinese, coreano, danese, ebraico, estone, finlandese, francese, lingua gallega, giapponese, indonesiano, inglese, olandese, polacco, portoghese del Brasile, portoghese del Portogallo, romeno, russo, slovacco, spagnolo, svedese, tedesco, tailandese, turco, ucraino, ungherese e vietnamita.

### Memorizzazione
Tutanota utilizza la compressione per le email ed offre pacchetti di archiviazione a partire da 10 gigabytes.

### Misure anti-phishing
Tutanota non chiede mai di cliccare su un link per confermare o aggiornare le credenziali di accesso e mette a disposizione un indirizzo di posta elettronica dedicato al quale inoltrare i potenziali messaggi di phishing ricevuti in casella.

### Protocollo TutaCrypt
Nel 2024 abilita su tutti gli account Tuta di nuova creazione ed estende gradualmente agli account esistenti il primo protocollo di crittografia post-quantistica per le e-mail con una forte protezione, combinando algoritmi all'avanguardia sicuri dal punto di vista quantistico con algoritmi tradizionali.

### Tutanota app
Dall'anno 2015 ha sviluppato un'applicazione mobile per Android e iOS che crittografa automaticamente l'intera e-mail.

### Whitelabel
Quando un utente ordina questa funzione, può attivare il login nel proprio dominio, cambiare l'aspetto in base alle proprie esigenze e creare moduli di contatto sicuri per i clienti (uso business).

## Ubicazione dei server
I server si trovano in un centro elaborazione dati tedesco. Tutti i dati salvati sono soggetti alle leggi sulla protezione della riservatezza compatibilmente con l'elaborazione dei dati in base al regolamento europeo GDPR.

## Attacchi DDoS
Il 27 agosto ed il 6, 7, 10 e 13 settembre del 2020, Tutanota ha subito attacchi DDoS che hanno reso il servizio non disponibile per gli utenti poiché un blocco IP eccessivo per combattere gli attacchi ha portato a centinaia di utenti che non sono stati in grado di accedervi.
Una pagina di stato, da allora dice agli utenti se il servizio è momentaneamente inattivo o meno. per accedere alternativamente.

## Censure

### 2018
Gli utenti Internet di Comcast non sono stati in grado di accedere alla loro casella di posta elettronica all'inizio di marzo 2018 a causa di Comcast che ha bloccato l'accesso a Tutanota per circa 18 ore.

### 2019 e 2020
Tutanota è stato bloccato in Egitto dall'ottobre del 2019 e bloccato in Russia dal febbraio del 2020 per motivi sconosciuti (anche se si ritiene che siano legati a recenti azioni contro servizi che operano al di fuori del paese, in particolare quelli che implicano comunicazioni crittografate).
Nel 2020 alcuni clienti dell'operatore di rete mobile statunitense AT&T hanno segnalato problemi di accesso al servizio e-mail durati circa due settimane.

### 2022
Microsoft ha bloccato nel 2022 gli indirizzi e-mail di Tutanota per la registrazione di un account Microsoft Teams; la richiesta di risoluzione, inizialmente ignorata, è stata successivamente presa in carico.
Nel Regno Unito, gli utenti di ThreeUK sono impossibilitati ad accedere alle caselle di posta elettronica sulle connessioni mobili dal novembre 2022. Il problema non è stato risolto, anche se la causa potrebbe essere un filtro applicato in modo errato.

### 2023
A novembre e dicembre 2023 vengono segnalati problemi con la consegna della posta da Tuta a Outlook e, pur non essendoci blocchi attivi degli indirizzi IP del server destinatario, sembra che le e-mails vengano filtrate e contrassegnate come spam.